# Miss Internacional 2009
Miss Internacional fue la 49.ª edición de Miss International, que se realizó el 28 de noviembre de 2009 en el Sichuan Tennis Internacional en la ciudad de Chengdu, China. Al final del evento Alejandra Andreu, Miss International 2008 de España, coronó a Anagabriela Espinoza de México como su sucesora.

## Resultados

### Posiciones
| Resultado               | Candidata |
| ----------------------- | --- |
| Miss Internacional 2009 | - México - Anagabriela Espinoza |
| 1.ª finalista           | - Corea del Sur - Seo Eun-mi |

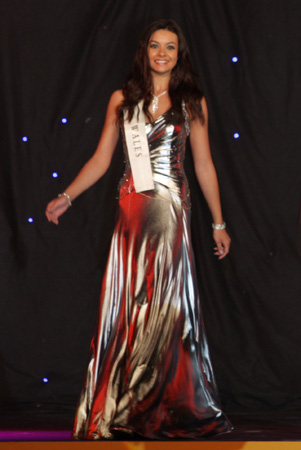
Chloe Beth-Morgan, segunda finalista de Reino Unido

| 2.ª finalista           | - Reino Unido - Chloe-Beth Morgan |
| Semifinalistas (Top 15) | - Panamá - Joyce Jacobi - Bielorrusia - Yana Supranovich - Bélgica - Cassandra D'Ermilio - Brasil - Rayanne Morais - Canadá - Chanel Beckenlehner - Cuba - Patricia Rosales - República Dominicana - Victoria Fernández - Finlandia - Linda Wikstedt - Japón - Yuka Nakayama - Filipinas - Melody Gersbach † - España - Melania Santiago - Venezuela - Laksmi Rodríguez |

## Relevancia histórica del Miss Internacional 2009
- México gana Miss Internacional por segunda ocasión.
- Corea obtiene el puesto de Primera Finalista por segunda vez. La primera vez fue en 2000.
- Reino Unido obtiene el puesto de Segunda Finalista por primera vez.
- España, Filipinas, Japón y Venezuela repiten clasificación a semifinales.
- Japón clasifica por décimo séptimo año consecutivo.
- Venezuela clasifica por quinto año consecutivo.
- España clasifica por cuarto año consecutivo.
- Filipinas clasifica por segundo año consecutivo.
- Bielorrusia, Corea y México clasificaron por última vez en 2007.
- Panamá y República Dominicana clasificaron por última vez en 2006.
- Brasil y Finlandia clasificaron por última vez en 2005.
- Reino Unido clasificó por última vez en 2004.
- Canadá clasificó por última vez en 2000.
- Bélgica clasificó por última vez en 1993.
- Cuba clasificó por primera vez a semifinales y obtiene su posición más alta hasta la fecha.
- Puerto Rico rompe una racha de clasificaciones que mantenía desde 2006.
- De América entraron siete representantes a la ronda de cuartos de final, transformándose este en el continente con más semifinalistas; no obstante, solo México llegó a la final.
- Ninguna nación de África u Oceanía pasó a la ronda semifinal.

### Premios especiales1
| Premio                | Delegada                          |
| --------------------- | --------------------------------- |
| Miss Friendship       | - China - Wang Qian               |
| Miss Photogenic       | - Corea del Sur - Seo Eun-mi      |
| Best National Costume | - Honduras - Kenia Andrade        |
| Miss Mobile Beauty    | - Estados Unidos - Aileen Jan Yap |
| Miss Internet Beauty  | - Moldovia - Catalina Stascu      |
| Miss Philanthropy     | - Moldovia - Catalina Stascu      |
| Miss Congeniality     | - Japón - Yuka Nakayama           |
| Miss Charm            | - Hong Kong - Germaine Li         |
| Miss Chengdu Glamor   | - México - Anagabriela Espinoza   |
| Miss Vitality         | - Rusia - Ksenia Hrabovskaya      |

- Nota El anfitrión hombre que habla en chino anunció a Moldavia ganó dos premios, pero el anfitrión anunció mujer equivocada ", N º 40 y N º 14" dos veces en inglés. Cuba (N º 14) equivocada premiada como Miss Filantropía, cuando Moldavia (núm. 40) sólo se concede como Miss Internet Belleza en la transmisión por televisión.

## Delegadas
| Country              | Contestant              | Age | Height (cm) | Height (ft) | Hometown            |
| -------------------- | ----------------------- | --- | ----------- | ----------- | ------------------- |
| Argentina            | María Mercedes Viaña    | 19  | 174         | 5'8.5"      | Santiago del Estero |
| Aruba                | Christina Trejo         | 21  | 175         | 5'9"        | Companashi          |
| Australia            | Kelly Louise Macguire   | 23  | 174         | 5'8.5"      | Sídney              |
| Bahamas              | Aisha Delaney           | 21  | 178         | 5'10"       | Nasáu               |
| Bielorrusia          | Yana Supranovich        | 21  | 180         | 5'11"       | Minsk               |
| Bélgica              | Cassandra D'Ermilio     | 21  | 175         | 5'9"        | Quaregnon           |
| Bolivia              | Laura Olivera           | 18  | 173         | 5'8"        | Yacuiba             |
| Brasil               | Rayanne Morais          | 21  | 174         | 5'8.5"      | Divinópolis         |
| Canadá               | Chanel Beckenlehner     | 21  | 173         | 5'8"        | Toronto             |
| China                | Wang Qian               | 19  | 171         | 5'7.5"      | Chengdu             |
| China Taipéi         | Yi Chih Chen            | 22  | 168         | 5'6"        | Taipéi              |
| Colombia             | Lina Mosquera           | 20  | 180         | 5'11"       | Quibdó              |
| Cuba                 | Patricia Rosales        | 23  | 179         | 5'10.5"     | Niquero             |
| República Checa      | Darja Jacukevičová      | 22  | 180         | 5'11"       | Veselí nad Moravou  |
| República Dominicana | Victoria Fernández      | 22  | 178         | 5'10"       | Santiago            |
| Ecuador              | Isabella Chiriboga      | 20  | 174         | 5'8.5"      | Quito               |
| El Salvador          | Vanessa Hueck           | 22  | 178         | 5'10"       | San Salvador        |
| Etiopía              | Rahel Woldekirkos       | 24  | 178         | 5'10"       | Adís Abeba          |
| Finlandia            | Linda Wikstedt          | 20  | 174         | 5'8.5"      | Helsinki            |
| Francia              | Mathilde Muller         | 20  | 176         | 5'9.5"      | Valence             |
| Gabón                | Cynthia Mobumba         | 22  | 172         | 5'8"        | Ngounié             |
| Georgia              | Maria Sarchimelia       | 25  | 174         | 5'8.5"      | Tiflis              |
| Alemania             | Valora Roucek           | 19  | 168         | 5'6"        | Colonia             |
| Grecia               | Diana Igropoulou        | 19  | 177         | 5'9.5"      | Athens              |
| Guadalupe            | Joelle Clamy            | 25  | 184         | 6'0.5"      | Petit-Canal         |
| Honduras             | Kenia Andrade           | 23  | 170         | 5'7"        | Los Ángeles         |
| Hong Kong            | Germaine Li             | 22  | 168         | 5'6"        | Hong Kong           |
| India                | Harshita Saxena         | 22  | 175         | 5'9"        | Goa                 |
| Indonesia            | Ayu Diandra Sari        | 21  | 173         | 5'8"        | Denpasar            |
| Japón                | Yuka Nakayama           | 19  | 173         | 5'8"        | Fukuoka             |
| Korea del Sur        | Seo Eun-mi              | 22  | 175         | 5'9"        | Seúl                |
| Kirguistán           | Altynai Ismankulova     | 21  | 170         | 5'7"        | Biskek              |
| Letonia              | Anda Pudule             | 22  | 173         | 5'8"        | Riga                |
| Líbano               | Sarah Mansour           | 20  | 174         | 5'8.5"      | Beirut              |
| Macao                | Yvonne Yang             | 21  | 179         | 5'10.5"     | Macao               |
| Malasia              | Tay Tze Juan            | 20  | 173         | 5'8"        | Batu Pahat          |
| Martinica            | Nathaly Peters          | 19  | 175         | 5'9"        | Fort de France      |
| México               | Anagabriela Espinoza    | 21  | 180         | 5'11"       | Monterrey           |
| Moldavia             | Catalina Stascu         | 18  | 173         | 5'8"        | Chisináu            |
| Mongolia             | Badamgerel Khurelbaatar | 19  | 178         | 5'10"       | Ulaan Baatar        |
| Países Bajos         | Roline Hund             | 20  | 174         | 5'8.5"      | Almere              |
| Nicaragua            | Slilma Ulloa            | 23  | 168         | 5'6"        | Matagalpa           |
| Norte Marianas       | Sorene Maratita         | 19  | 163         | 5'4"        | Saipán              |
| Noruega              | Beatrice Delås          | 18  | 175         | 5'9"        | Sellebakk           |
| Panamá               | Joyce Jacobi            | 21  | 170         | 5'7"        | David               |
| Paraguay             | Romina Bogado           | 25  | 175         | 5'9"        | Asunción            |
| Perú                 | Alejandra Pezet         | 20  | 176         | 5'9.5"      | Lima                |
| Filipinas            | Melody Gersbach †       | 23  | 175         | 5'7"        | Daraga              |
| Polonia              | Angelika Jakubowska     | 20  | 176         | 5'9.5"      | Lubań               |
| Puerto Rico          | Mónica Pastrana         | 20  | 178         | 5'10"       | Manatí              |
| Rumania              | Iuliana Capsuc          | 20  | 174         | 5'8.5"      | Bucarest            |
| Rusia                | Ksenia Hrabovskaya      | 18  | 176         | 5'9.5"      | Jabárovsk           |
| Singapur             | Annabelle Liang         | 23  | 169         | 5'6.5"      | Singapur            |
| Eslovaquia           | Soňa Skoncová           | 22  | 174         | 5'8.5"      | Prievidza           |
| Sudáfrica            | Bokang Montjane         | 23  | 174         | 5'8.5"      | Johannesburgo       |
| España               | Melania Santiago        | 21  | 174         | 5'8.5"      | Málaga              |
| Sudán                | Suna William            | 23  | 168         | 5'6"        | Darfur              |
| Tanzania             | Illuminata James        | 24  | 176         | 5'9.5"      | Mwanza              |
| Tailandia            | Picha Nampradit         | 23  | 178         | 5'10"       | Kanchanaburi        |
| Turquía              | Begüm Yılmaz            | 21  | 180         | 5'11"       | Esmirna             |
| Uganda               | Pierra Akwero           | 22  | 177         | 5'9.5"      | Entebbe             |
| Reino Unido          | Chloe-Beth Morgan       | 23  | 171         | 5'7.5"      | Cwmbran             |
| EUA                  | Aileen Jan Yap          | 21  | 170         | 5'6"        | Houston             |
| Venezuela            | Laksmi Rodríguez        | 24  | 178         | 5'10"       | Táchira             |
| Vietnam              | Trần Thị Quỳnh          | 24  | 175         | 5'9"        | Hai Phong           |